# David Bles

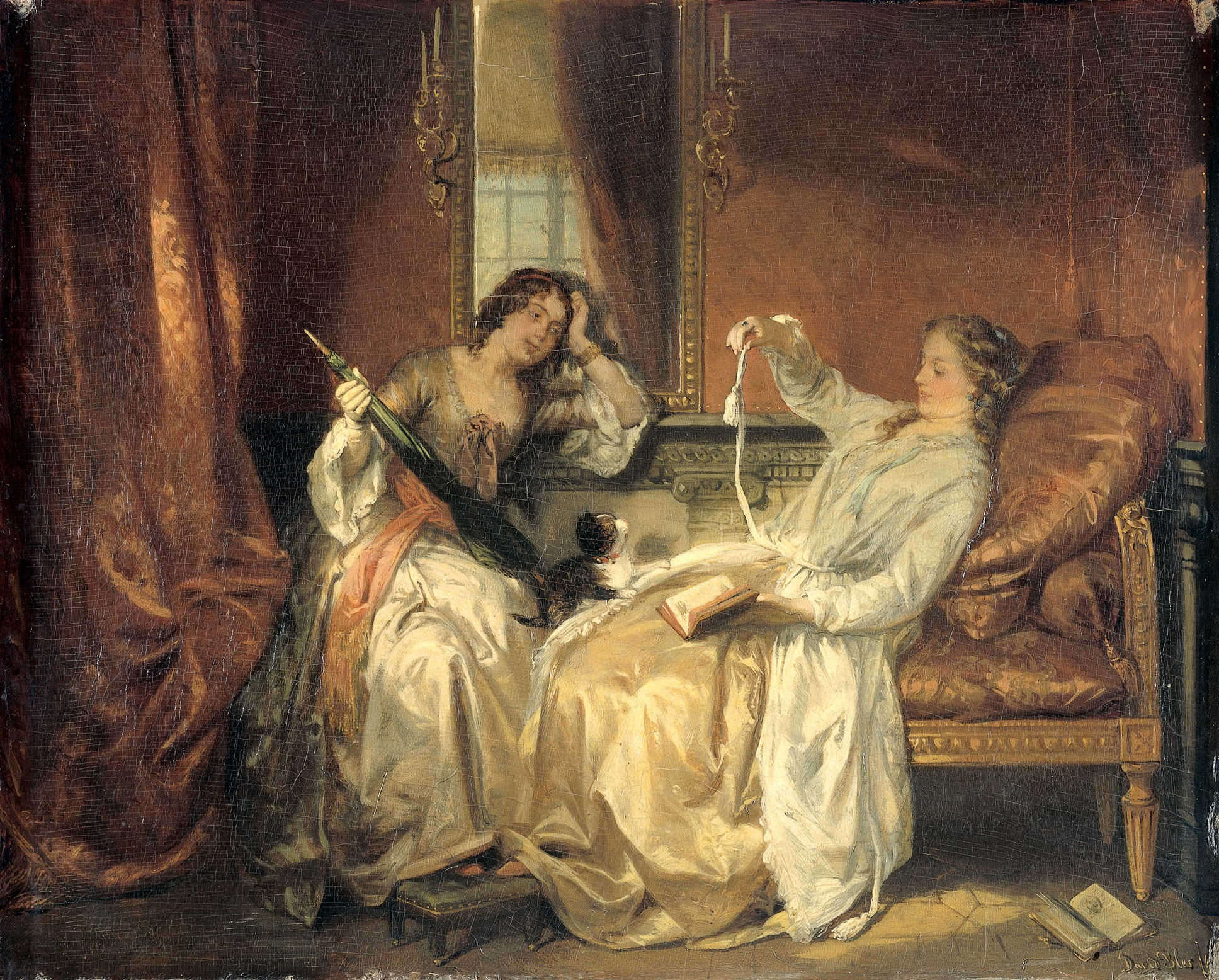
Das Gespräch

David Joseph Bles (* 19. September 1821 in Den Haag; † 3. September 1899 ebenda) war ein niederländischer Maler, Aquarellist, Zeichner, Radierer und Lithograf. 
Bles wurde als Sohn von Joseph David Bles und seiner Frau Sara Wolf in einer jüdischen Kaufmannsfamilie geboren. Der junge David wurde im Alter von dreizehn Jahren an die Haager Koninklijke Academie van Beeldende Kunsten aufgenommen, wo er von 1834 bis 1840 studierte. Von 1838 bis 1841 nahm er Unterricht bei Cornelis Kruseman. Anschließend zog er nach Paris, wo er von 1841 bis 1843 bei Joseph Nicolas Robert-Fleury in der Lehre war. 
Von 1843 bis 1845 nahm er wieder Unterricht an der Kunstakademie in Den Haag. 1845 wurde er Mitglied der Amsterdamer Koninklijke Academie van Beeldende Kunsten. In den Jahren 1857, 1863, 1864, 1868 und 1869 hielt er sich in Paris auf, wo er am Salon de Paris jener Jahre teilnahm. Neben der Ölmalerei beschäftigte er sich mit Aquarellen, Radierung und Lithografie.
Bles wurde 1863 zum Offizier des Orden der Eichenkrone ernannt.
Zu seinen Schülern gehörten u. a. Fridolin Becker, Johan Braakensiek, Anthonius van Dormolen, Diederik Franciscus Jamin und Maurits Leon. 